# Félix Arnaudin
Félix Arnaudin, nato Simon Arnaudin (Labouheyre, 30 maggio 1844 – Labouheyre, 6 dicembre 1921), è stato un poeta, fotografo ed etnografo francese.
Dedicò la sua vita allo studio, alla memoria e alla raccolta di tutto ciò che aveva relazione con il territorio della Lande di Guascogna, di cui faceva parte il suo luogo di nascita. Raccolse proverbi, racconti e canzoni nel dialetto locale e studiò le tradizioni popolari. Sapendo che quei paesaggi e quelle persone avrebbero subito rapidamente una trasformazione, egli fotografò tutto ciò, i contadini, le abitazioni, i villaggi, i pastori, le loro tradizioni, lasciando ai posteri oltre 3 000 immagini al Museo d'Aquitania di Bordeaux. Viene considerato il primo ad aver documentato la Lande.

## Biografia
Figlio di Barthélémy (1816-1893) e di Marie-Thérèse Bacon (1823-1875), che proveniva da una famiglia di notai. Il padre invece non sembrerebbe avere una discendenza particolare tanto che fu registrato come calzolaio quando sposò Marie-Thérèse e locandiere alla nascita di Ariste, fratello di Félix, nel 1847. Il padre divenne infine sindaco del paese. La famiglia possedette alcuni immobili che diede in affitto ma non ebbe grandi ricchezze anche se visse in maniera abbastanza agiata, avendo qualche domestica.
La famiglia, e lo stesso Félix, parlavano il dialetto guascone, del resto essi stessi non ebbero un elevato livello culturale né eccelsero come la maggioranza degli abitanti delle zone rurali della Guascogna. Nelle sue memorie Arnaudin tacque sulla sua infanzia. Nel 1957 fu mandato a studiare a Mont-de-Marsan e tornò in famiglia quattro anni dopo. La sua vita non fu facile: la relazione amorosa quando aveva trent'anni con una delle domestiche di famiglia, Marie Darlanne (1856-1911), fu travagliata. Sua madre si oppose e la ragazza 18 enne, per motivi di decoro, venne costretta al matrimonio con un altro, ma lei si rifiutò e tentò il suicidio. Nel 1880 si stabilì definitivamente e visse con Félix fino alla propria morte nel 1911. Non si sposarono mai né ebbero figli. Furono anni travagliati per lui anche per la morte della madre nel 1876 e del fratello Ariste nel 1879. Mortalità che, dai suoi diari, sembra perseguitarlo anche per quella accaduta ai suoi affezionati cani da caccia.
Dopo l'editto di Napoleone III che imponeva la piantagione di pini nella brughiera della Guascogna per trasformarla in una grande foresta e un redditizio commercio di legname per Bordeaux e Parigi, Arnaudin cercò in tutti i modi di salvare lo spirito originario di quella terra paludosa, adottando un approccio peraltro razionale e scientifico utilizzando fogli già predisposti da sottoporre agli abitanti nei quali raccontassero le loro storie, canzoni, memorie, storie, vicende familiari. Con la sua bicicletta, carica dei materiali utili per fotografare e per raccogliere interviste, percorse ogni strada della Landa. Con lo stesso metodo registrò le schede di quasi tutte le fotografie che scattava.
Nonostante avesse raccolto così tanto materiale della sua terra, attraverso i racconti orali di canzoni, proverbi, parole dialettali, racconti e vicende, aspetti archeologici e tanto altro, oltre a numerosissime fotografie, nel corso della sua vita pubblicò soltanto tre opere che destarono poco interesse:
- Contes Populaires nel 1887 (Racconti popolari)
- Chants Populaires nel 1912 (Canzoni popolari)
- Choses de l'Ancienne Grande-Lande, stampate poco prima della sua morte (Cose dell'antica Grande Lande)[9]

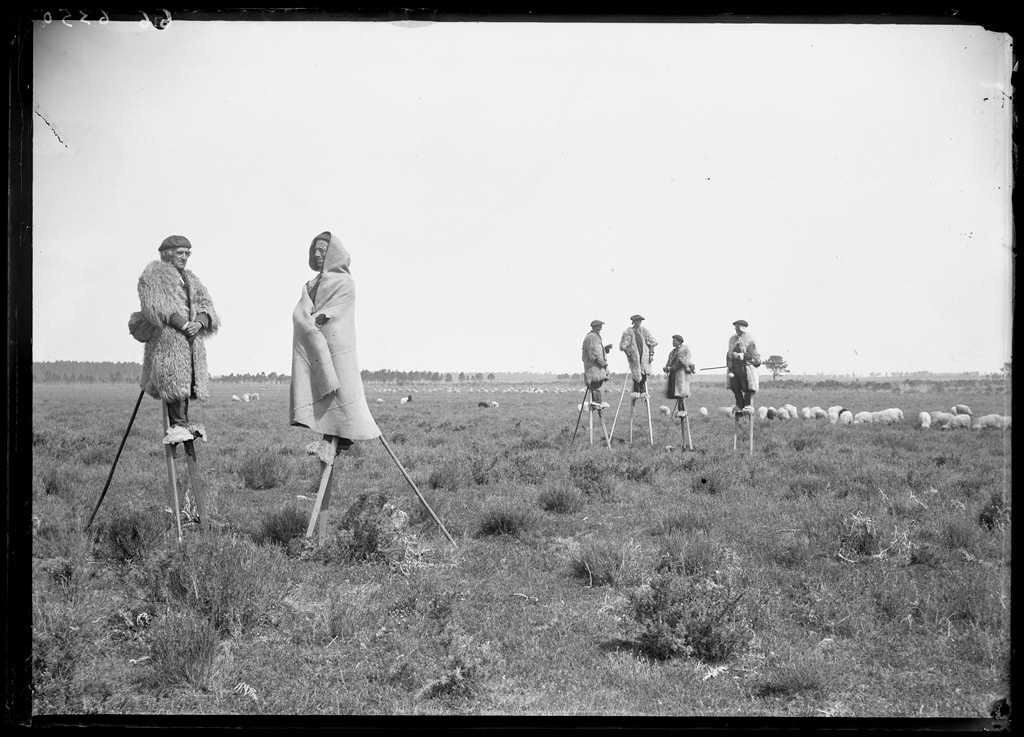
Pastori sui trampoli

Fino agli anni Sessanta del Novecento il suo nome restò praticamente ignoto, quando i suoi eredi decisero di donare i materiali del loro avo al Parco naturale regionale delle Lande di Guascogna e al Museo d'Aquitania che iniziarono un lavoro di studio, approfondimento ed infine di digitalizzazione, confluiti in una pubblicazione di nove volumi compresa la vasta raccolta fotografica ed il dizionario guascone/francese. Contiene anche la foto che lo ha reso famoso, quella dei pastori sui trampoli.
Come scrisse lo storico e scrittore Jacques Sargos: "Il 6 dicembre 1921 morì, nella sua casa di Monge a Labouheyre, un uomo disperato. Félix Arnaudin era sicuro di aver fallito la sua missione che giustificava la sua esistenza. Sappiamo ora che ci riuscì. Restituì l'onore a un paese calunniato che senza di lui sarebbe stato spogliato della sua memoria. Salvò, di questo paese, molto più di quanto sia normalmente possibile rubare al tempo. Vinse la maggior parte della sua impossibile lotta contro la morte. La morte avrebbe ottenuto solo l'ultima vittoria: Félix Arnaudin vinse, ma non possiamo dirglielo".

## La fotografia
A quanto è dato sapere, Arnaudin acquistò la sua prima macchina fotografica nel corso di un viaggio a Parigi nei primi anni Settanta. Si trattò di una macchina 9x12 cm. della casa produttrice Derogy che aveva una buona definizione e una distorsione dell'immagine molto limitata rispetto ad altre macchine similari. Sperimentò altre macchine di Derogy e verso la fine del secolo, si fece costruire da un ebanista parigino, una macchina in noce 13x18 con telai a doppia tendina.
Non era un chimico, ma sperimentò sulle proprie lastre di vetro dapprima il collodio ed in seguito il bromuro d'argento, preparandosele fin quando non furono commercializzate già pronte.
Oltre alla meticolosa registrazione fotografica di mulini, sorgenti, fontane, chiese, lagune, campi coltivati, paludi, il suo interesse si orientò anche sul ritratto e ai gruppi familiari dei contadini, pastori, gente dei paesi, borghesi nonché alle scene di lavoro e di vita degli stessi abitanti. Nel 2015 il Museo d'Aquitania ha dedicato una retrospettiva dell'opera fotografica di Arnaudin, pubblicando sul catalogo della mostra anche numerosi scritti dell'autore.

## Galleria d'immagini

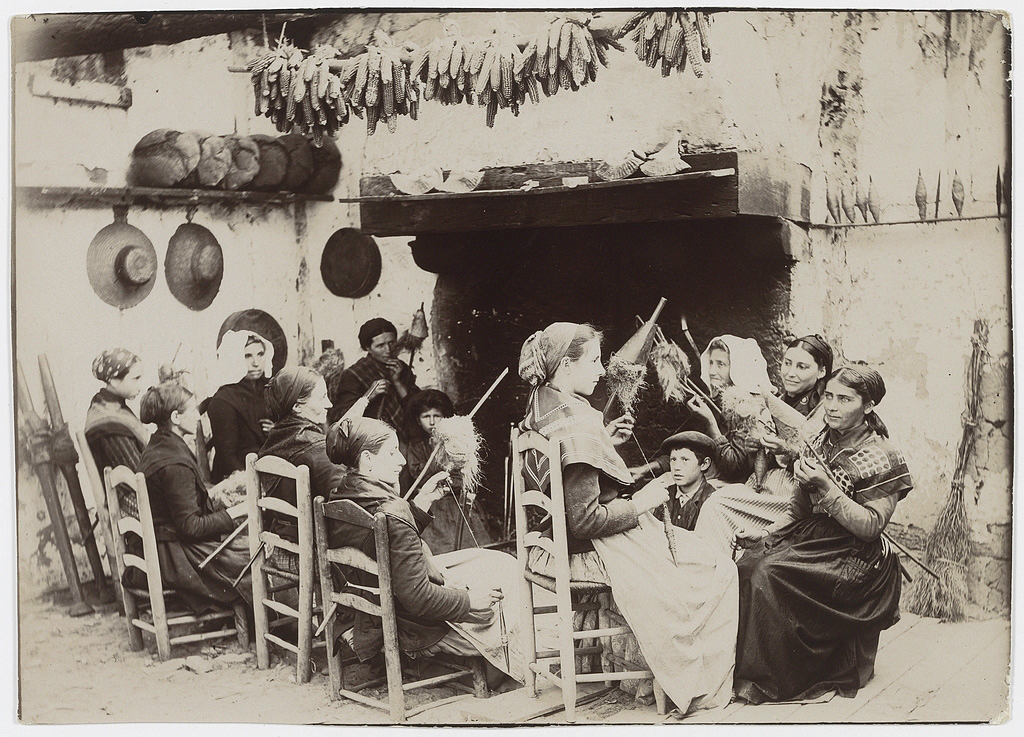
Filatrici, 13 aprile 1893
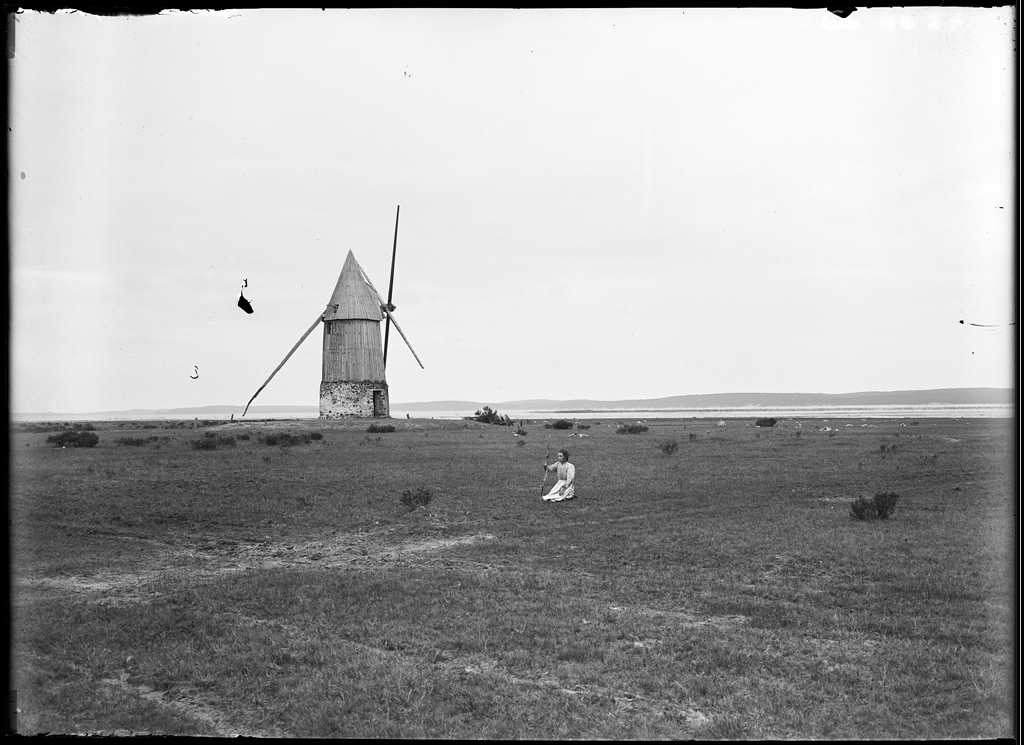
Mulino a vento con Jeanne Labat d'En-Meyri, 19 agosto 1896
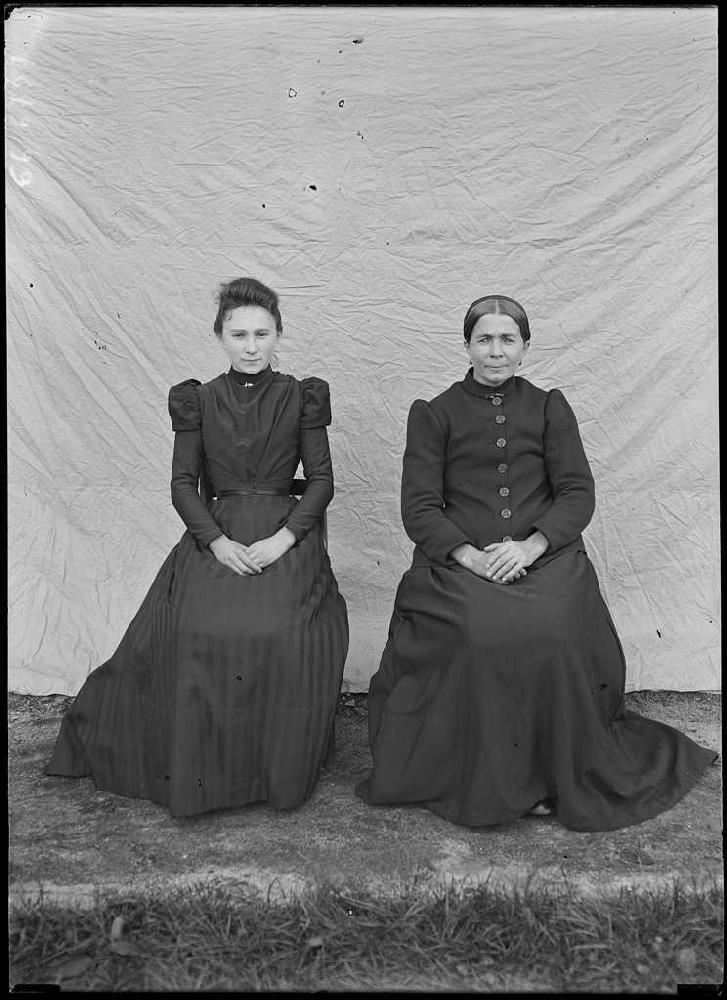
Ninotte Boyer e sua figlia, 4 dicembre 1898
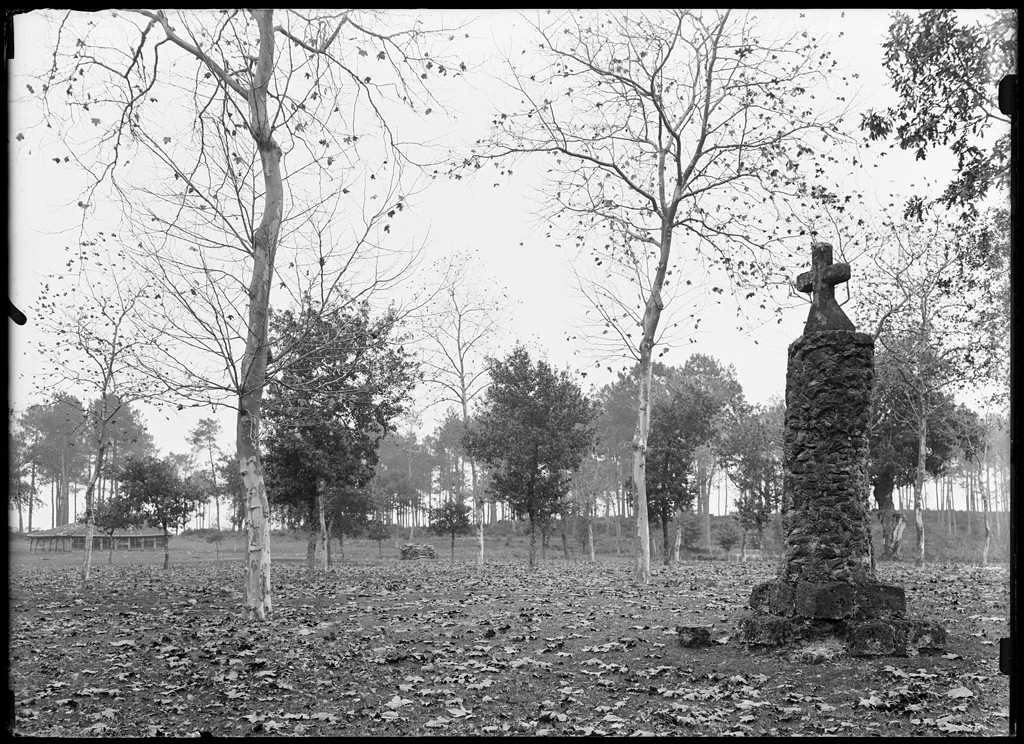
Piramide vicino a Ipourt, 2 dicembre 1913
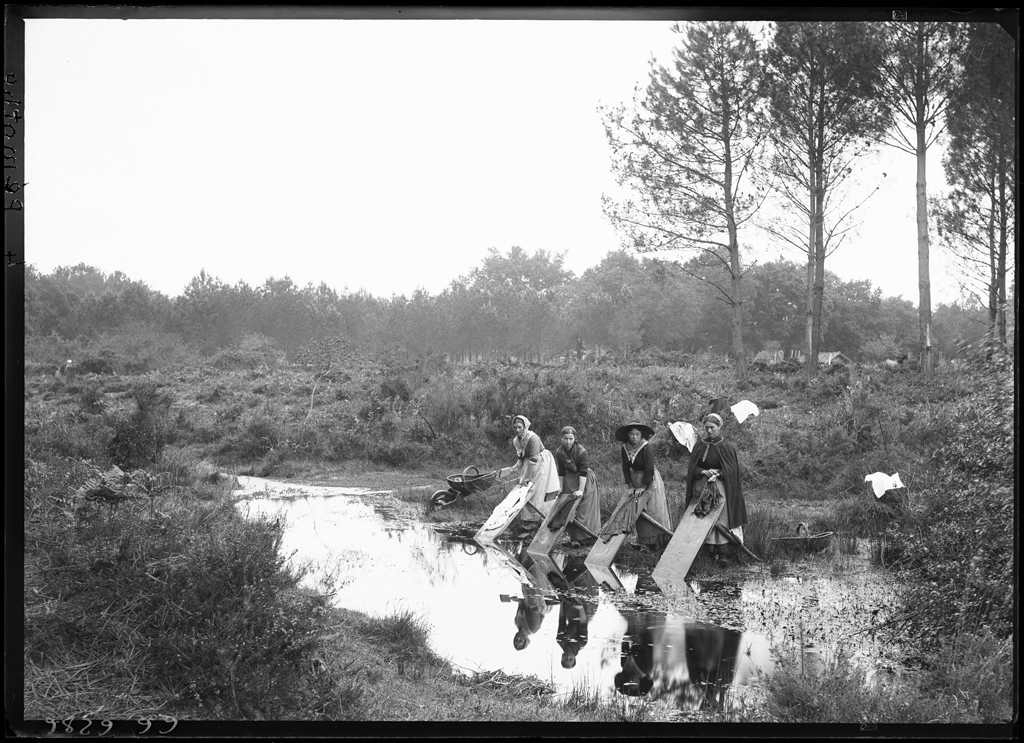
Lavandaie, senza data
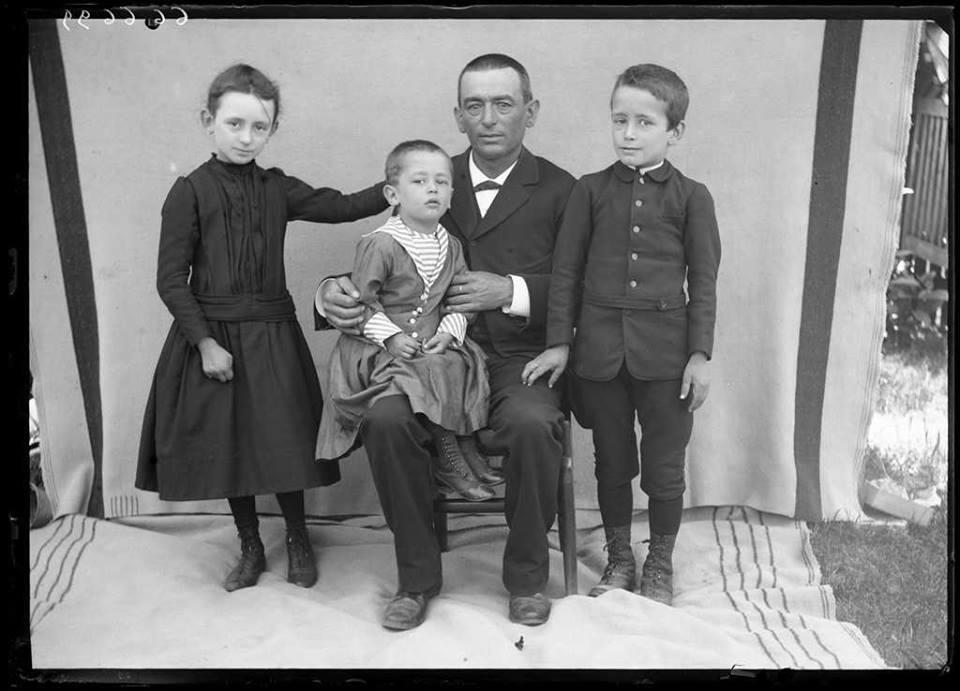
Ritratto di famiglia, senza data